# ꥼ
ꥼ쌍여린히읗(ꥼᅵ으ᇹ)은 ㆆ을 겹쳐쓴 글자다. 쓰인적은 없을것으로 추정된다.
발음은 여린히읗을 약간 세게 발음했을 것으로 추정된다. 후두개 파열음일 것으로 추정된다.